# Jan Kijne
Jan Kijne (Vlaardingen, 3 januari 1895 - Waalsdorpervlakte, 13 maart 1941) was een Nederlandse verzetsstrijder tijdens de Tweede Wereldoorlog.
Kijne was vertegenwoordiger en woonde ongehuwd in Vlaardingen. Hij sloot zich aan bij de Geuzengroep rondom Bernardus IJzerdraat, die basis had gevonden in de wandelvereniging Flardinga waar Kijne lid van was. De bestuursleden van deze vereniging in Vlaardingen, Arij Kop, Ies Kopershoek en Jacob van der Ende en de leden Kees van Aken en Jan van Wijk zijn verontwaardigd over het bombardement op Rotterdam. Ze willen iets doen tegen de Duitse bezetter. Via Jan Kijne, een vriend van IJzerdraat, komen ze in contact met de Geuzen. Kijne zorgt voor de dagelijkse gang van zaken bij de Geuzen, zoals spionage en sabotage. Ook inlichtingen over Duitse installaties en versterkingen, oorlogsschepen en munitieopslagplaatsen werden doorgegeven naar Engeland. De organisatie is echter te open en te veel mensen weten ervan. De Geuzen worden door verraad een voor een opgepakt door de Duitsers die van hun berechting een groot showproces maken, waarin uiteindelijk voor de meeste vervolgden een schokkend doodvonnis werd uitgesproken.

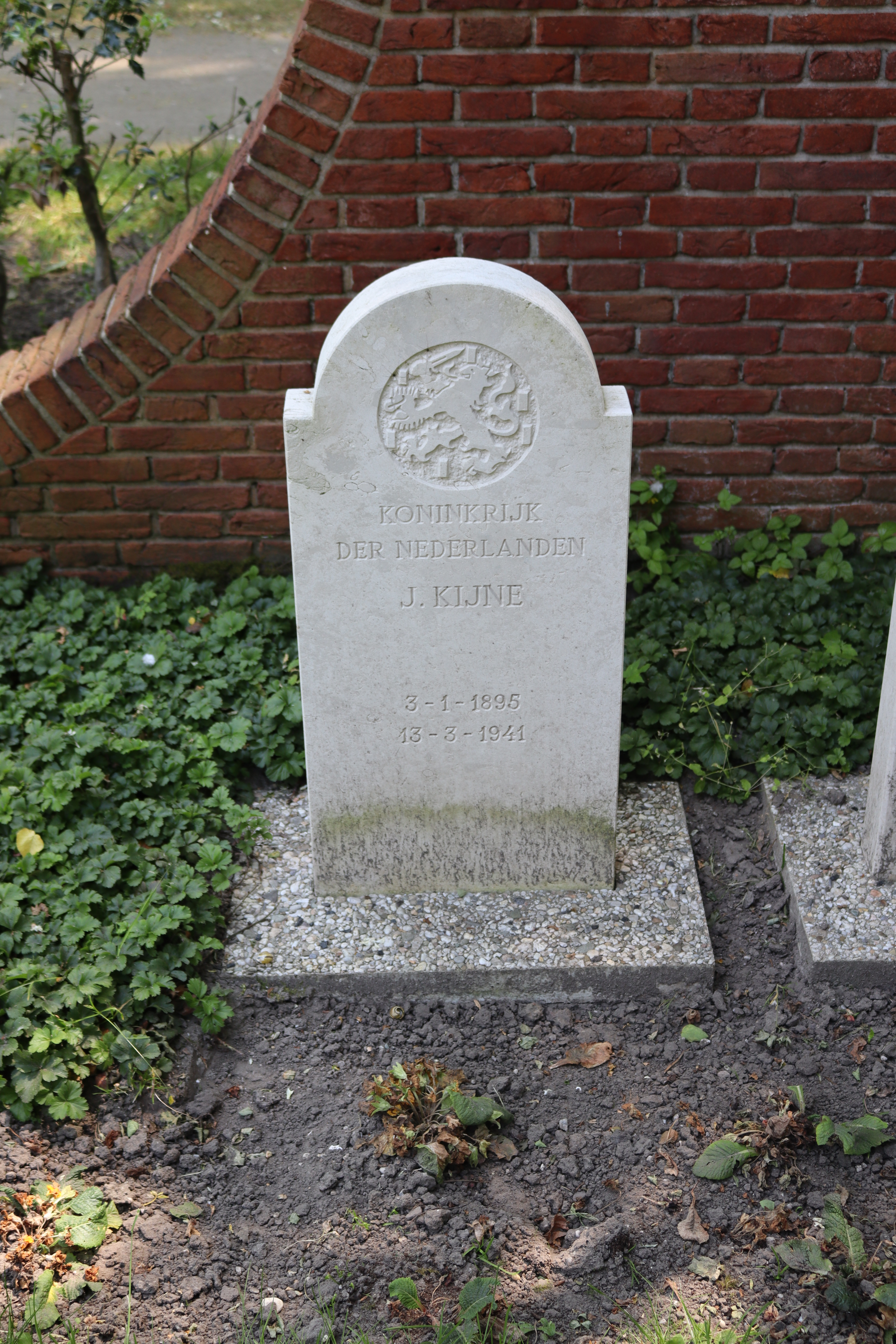
Graf van Kijne op Begraafplaats Emaus te Vlaardingen

Na zijn arrestatie eind 1940 of begin 1941 tot zijn dood zat Kijne vast in het Huis van Bewaring in Scheveningen, beter bekend als Oranjehotel. Kijne was een van de veroordeelden uit het Geuzenproces
en een van de achttien in het gedicht Het lied der achttien dooden van Jan Campert.
Hij werd op 13 maart gefusilleerd. Kijne is herbegraven op de begraafplaats Emaus in Vlaardingen.
In Schiedam is een straat naar Jan Kijne vernoemd, in de wijk Schiedam-Kethel waar ook meerdere andere straten naar divere leden van de Geuzen zijn vernoemd